# Баїя-Негра
Баїя-Негра (ісп. Bahía Negra або Puerto Bahía Negra) — місто в парагвайському департаменті Альто-Парагвай на правому березі річки Парагвай. Населення станом на 2002 рік становило 2298 мешканців.